# Помпоза
Помпо́за (итал. Pomposa) — бывший бенедиктинский монастырь, расположенный в 6 км к востоку от Кодигоро (на севере Италии, близ Феррары).

## История
Бенедиктинское аббатство Помпоза было построено в IX веке на месте поселения, которое было основано за 2 века до этого монахами, последователями святого Колумбана. В XI—XII веках Помпоза стала важнейшим культурным центром на севере Италии; именно здесь в первой трети XI века жил и работал выдающийся музыкант Гвидо Аретинский. Бывал в аббатстве святой Пётр Дамиани. Аббатство пришло в упадок в XIV веке в связи с тем, что дельта реки По становилось всё более заболоченной. В 1663 году монастырь официально прекратил своё существование. В XX веке Помпоза была национализирована; ныне — это пустынная приходская церковь и художественный музей.

## Сооружения
Существующая ныне монастырская церковь святой Марии, представляющая собой трёхнефную базилику, была освящена в 1026 году при аббате Гвидо. Внутри сохранились фрески XIV века на библейские темы, принадлежащие мастерам болонской школы, в абсиде — фрески Витале Болонского на тему жития святого Евстафия.
К западному фасаду пристроен атриум с украшениями из камня и керамики, вставленными в кирпичную кладку, и круглыми окнами. Рядом пристроена 48-метровая колокольня, напоминающая своими характерными ломбардскими формами колокольню аббатства Сан-Меркурьяле. Согласно сделанной на ней надписи, эта колокольня возведена в 1063 году под руководством мастера по прозвищу Deusdedit (лат. «Бог дал»).
Зал капитула украшен фресками XIV века школы Джотто, трапезная — фресками мастеров из Римини (предположительно Пьетро да Римини).